# Virus acapsidé

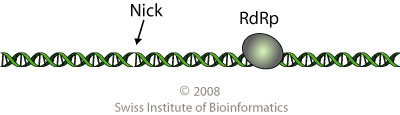
Endornavirus, un virus acapsidé.

Un virus acapsidé est une particule virale composée uniquement d'une séquence nucléotidique virale nue et capable d'infecter un hôte tel quel,,. Ce sont vraisemblablement des virus ayant changé d'hôte au cours de leur évolution, perdant au passage leur capside.
Les virus acapsidés se différencient des particules sub-virales de par leur capacité à infecter un hôte sans aide d'un assistant. Il ne faut pas non plus les confondre avec les viroïdes puisque contrairement à ces derniers, les virus acapsidés encodent des protéines virales.
Les plus emblématiques de ces virus sont compris dans la famille des Polymycoviridae et celle des Endornaviridae.